# Pavel Spurný
Pavel Spurný né le 22 janvier 1958 à Dačice (Tchéquie) est un astronome tchèque, employé de l'institut astronomique de l'Académie des sciences de la République tchèque à Ondřejov. Il est impliqué dans la recherche sur la poussière interstellaire. Il est un expert des météoroïdes et le principal coordinateur du réseau de surveillance des météoroïdes en Europe et en Australie occidentale.

## Biographie
Pavel Spurný est diplômé en physique du solide à la faculté de mathématiques et de physique de l'université Charles. Après avoir obtenu son diplôme en 1982 il rejoint l'Institut d'Astronomie.
Il travaille sous la direction de Zdeněk Ceplecha sur la recherche sur l'entrée atmosphérique des météoroïdes et leur observation au sein du projet international European Fireball Network. En 1993 il reprend le projet et en est depuis lors le principal coordinateur. De 2000 à 2004, il est chef du groupe de physique météoritique, puis chef du département de matière interplanétaire de l'institut d'astronomie de l'académie des sciences.

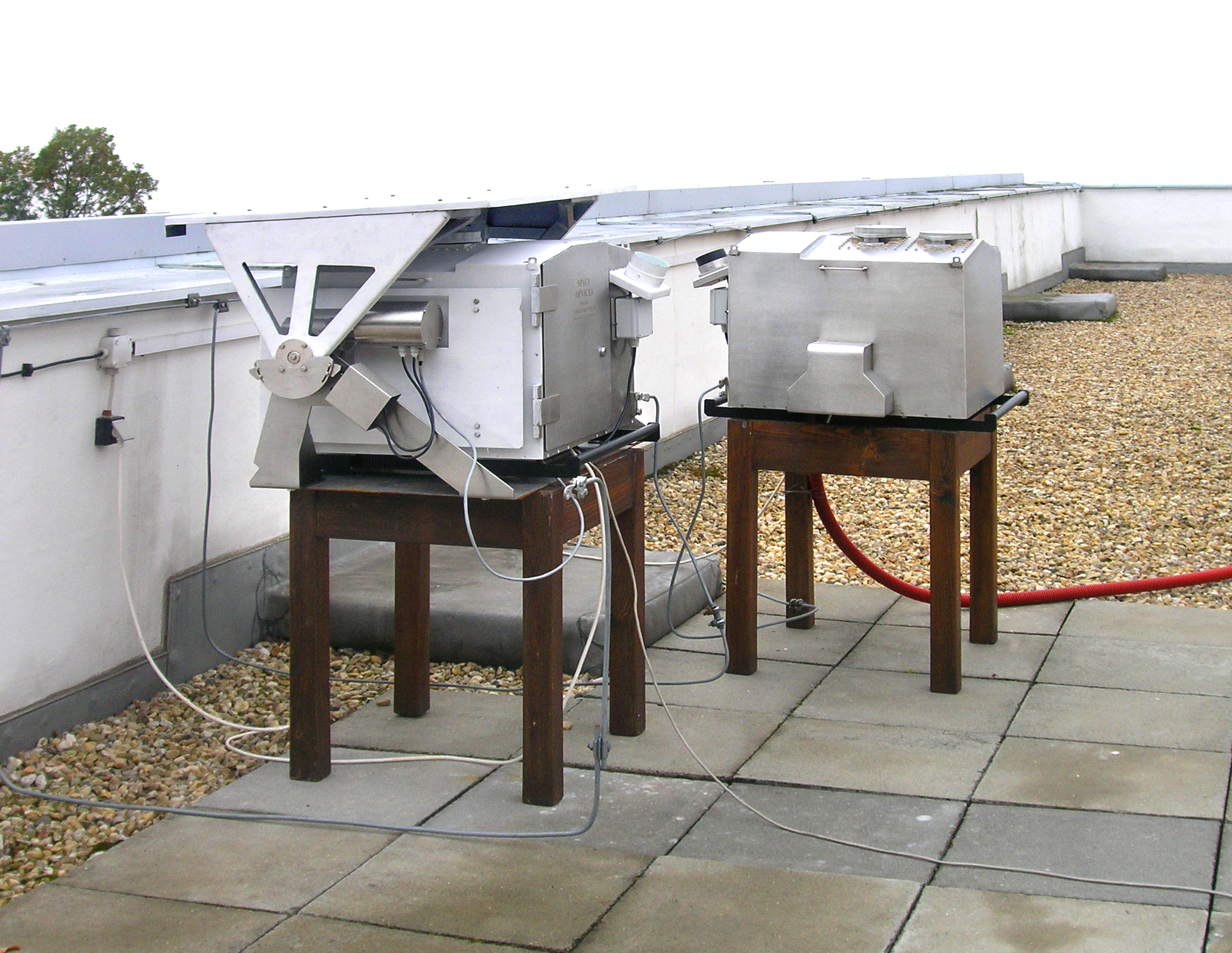
Caméras automatiques à boules de feu développées par Pavel Spurný

En 1997, il a développé un nouveau type de caméra automatique pour la partie tchèque du réseau European Fireball Network. Il a ensuite modifié cet appareil et l'a utilisé en 2001 pour fonder un nouveau réseau d'observation en Australie-Occidentale dans la plaine de Nullarbor.
Parmi les travaux de Pavel Spurný l'un des plus connus porte sur l'analyse des enregistrements de la boule de feu de Neuschwanstein qui a survolé la Bavière le 6 avril 2002 et qui a permis de situer le champ de dispersion où trois météorites ont été trouvées,.
En s'appuyant sur des observations de la pluie de Léonides en Chine en 1998, il a découvert un rayonnement émis par des météores à très haute altitude (au-dessus de 130 km), jusqu'alors inconnu. Plus tard, ce rayonnement a été confirmé par d'autres pluies de météores, par exemple les Perséides.
Pavel Spurný soutient une thèse en astronomie en 1992.
Depuis 1994, il est membre de l'union astronomique internationale où il travaille au sein de sa 22e commission sur les météores, les météorites et les poussières interplanétaires dont il a été élu président de 2006 à 2009.

## Distinctions
- Prix de la société savante de la République tchèque en 2003.
- Conférence Kopal en 2007 à l'occasion du 90e anniversaire de la fondation de la société astronomique tchèque[8].
- Prix Praemium Academiae décerné par le président de l'académie des sciences Jiří Drahoš en 2012[9].

- Pavel Spurný a donné son nom à l'astéroïde  (13774) Spurný.